# Michael Aschenbrenner
Michael Aschenbrenner (* 1549 in Bernau; † 9. August 1605 in Berlin) war ein Apotheker und Münzmeister in Berlin.

## Leben
Der Vater Simon Aschenbrenner war Tuchmacher in Bernau, die Mutter war Barbara, geborene Krüger.
Michael Aschenbrenner besuchte seit etwa 1560 eine Schule in Berlin und lernte anschließend in der magdeburgischen Kanzlei in Halle bei Wolf Pistorius die Schreiberey. Die Markgräfin Katharina holte den jungen Mann an ihre Hofapotheke nach Küstrin, wo er den Beruf erlernte und dann acht Jahre tätig war.
Um 1572/75 bezahlte ihm der neue Kurfürst Johann Georg eine Ausbildung bei dem Alchimisten Leonhard Thurneysser in dessen Laboratorium im Grauen Kloster in Berlin. Aschenbrenner wurde geheimer Diener des Kurfürsten und später dessen Münzmeister und oberster Münz-Guardin. 1585 fuhr er zum Baumeister Peter Kummer nach Dresden, um Pläne für eine neue Schlossapotheke und eine Münze im Cöllner Schloss zu erhalten, nach denen diese dann gebaut wurden.
1588 erhielt er die Apotheke am Molkenmarkt in Berlin und eine Apotheke in Cölln. Aschenbrenner bewohnte eine Wohnung in der Breiten Straße 56.
Michael Aschenbrenner war mit Christiane, einer Tochter des Hofpredigers Paulus Musculus verheiratet. Die beiden hatten sechs Kinder, von denen drei den Vater überlebten
- Christian Aschenbrenner, Ratsherr 1622
- Elisabeth, heiratete Christoph Peutzer, der die Apotheke in Cölln übernahm.

Von Michael Aschenbrenner und seiner Ehefrau Christiane sind Buchzeichen (Ex libris) erhalten, die die ältesten in Berlin sind.
Sein Grabstein befindet sich in der Turmhalle der Nikolaikirche in Berlin als einer der ältesten erhaltenen dort.